# Kościół Ducha Świętego w Mińsku
Kościół Ducha Świętego (biał. Касцёл Святога Духа) – kościół katolicki w Mińsku znajdujący się przy przejeździe Haładzieda 156.

## Historia
Zgodę na budowę kościoła otrzymano jesienią 2011 r. 19 maja 2012 roku arcybiskup mińsko-mohylewski Tadeusz Kondrusiewicz poświęcił krzyż i miejsce pod budowę świątyni. 26 września 2014 r. umieszczono krzyż na wieży kościoła. 9 stycznia 2021 r. arcybiskup Tadeusz Kondrusiewicz dokonał uroczystej konsekracji świątyni.

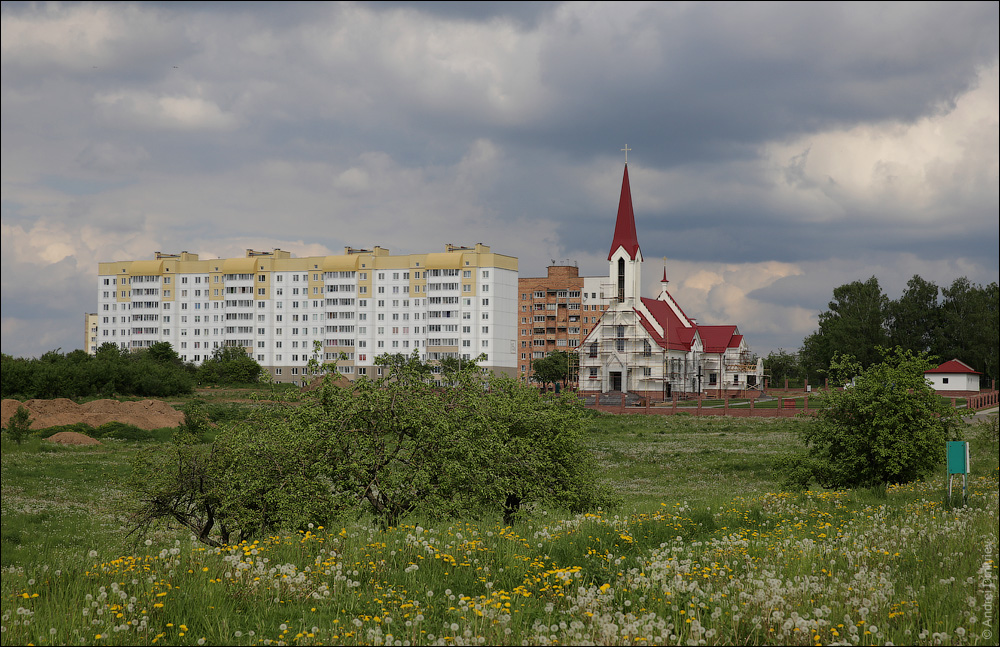
Kościół w trakcie budowy w 2015 r.